# Saint-Martin-la-Sauveté
Pour les articles homonymes, voir Saint-Martin.
Saint-Martin-la-Sauveté est une commune française située dans le département de la Loire en région Auvergne-Rhône-Alpes.

## Géographie

### Climat
Pour des articles plus généraux, voir Climat d'Auvergne-Rhône-Alpes et Climat de la Loire.
En 2010, le climat de la commune est de type climat des marges montargnardes, selon une étude du Centre national de la recherche scientifique s'appuyant sur une série de données couvrant la période 1971-2000. En 2020, Météo-France publie une typologie des climats de la France métropolitaine dans laquelle la commune est exposée à un climat de montagne ou de marges de montagne et est dans la région climatique Nord-est du Massif Central, caractérisée par une pluviométrie annuelle de 800 à 1 200 mm, bien répartie dans l’année.
Pour la période 1971-2000, la température annuelle moyenne est de 9,8 °C, avec une amplitude thermique annuelle de 16 °C. Le cumul annuel moyen de précipitations est de 961 mm, avec 11 jours de précipitations en janvier et 7,6 jours en juillet. Pour la période 1991-2020, la température moyenne annuelle observée sur la station météorologique de Météo-France la plus proche, « Saint-Just-en-Chevalet », sur la commune de Saint-Just-en-Chevalet à 11 km à vol d'oiseau, est de 9,8 °C et le cumul annuel moyen de précipitations est de 884,6 mm,. Pour l'avenir, les paramètres climatiques de la commune estimés pour 2050 selon différents scénarios d'émission de gaz à effet de serre sont consultables sur un site dédié publié par Météo-France en novembre 2022.

## Urbanisme

### Typologie
Au 1er janvier 2024, Saint-Martin-la-Sauveté est catégorisée commune rurale à habitat dispersé, selon la nouvelle grille communale de densité à sept niveaux définie par l'Insee en 2022.
Elle est située hors unité urbaine et hors attraction des villes,.

### Occupation des sols
L'occupation des sols de la commune, telle qu'elle ressort de la base de données européenne d’occupation biophysique des sols Corine Land Cover (CLC), est marquée par l'importance des territoires agricoles (69,8 % en 2018), une proportion sensiblement équivalente à celle de 1990 (69,3 %). La répartition détaillée en 2018 est la suivante : 
prairies (58,9 %), forêts (28,1 %), zones agricoles hétérogènes (10 %), zones urbanisées (2 %), terres arables (0,9 %). L'évolution de l’occupation des sols de la commune et de ses infrastructures peut être observée sur les différentes représentations cartographiques du territoire : la carte de Cassini (XVIIIe siècle), la carte d'état-major (1820-1866) et les cartes ou photos aériennes de l'IGN pour la période actuelle (1950 à aujourd'hui).

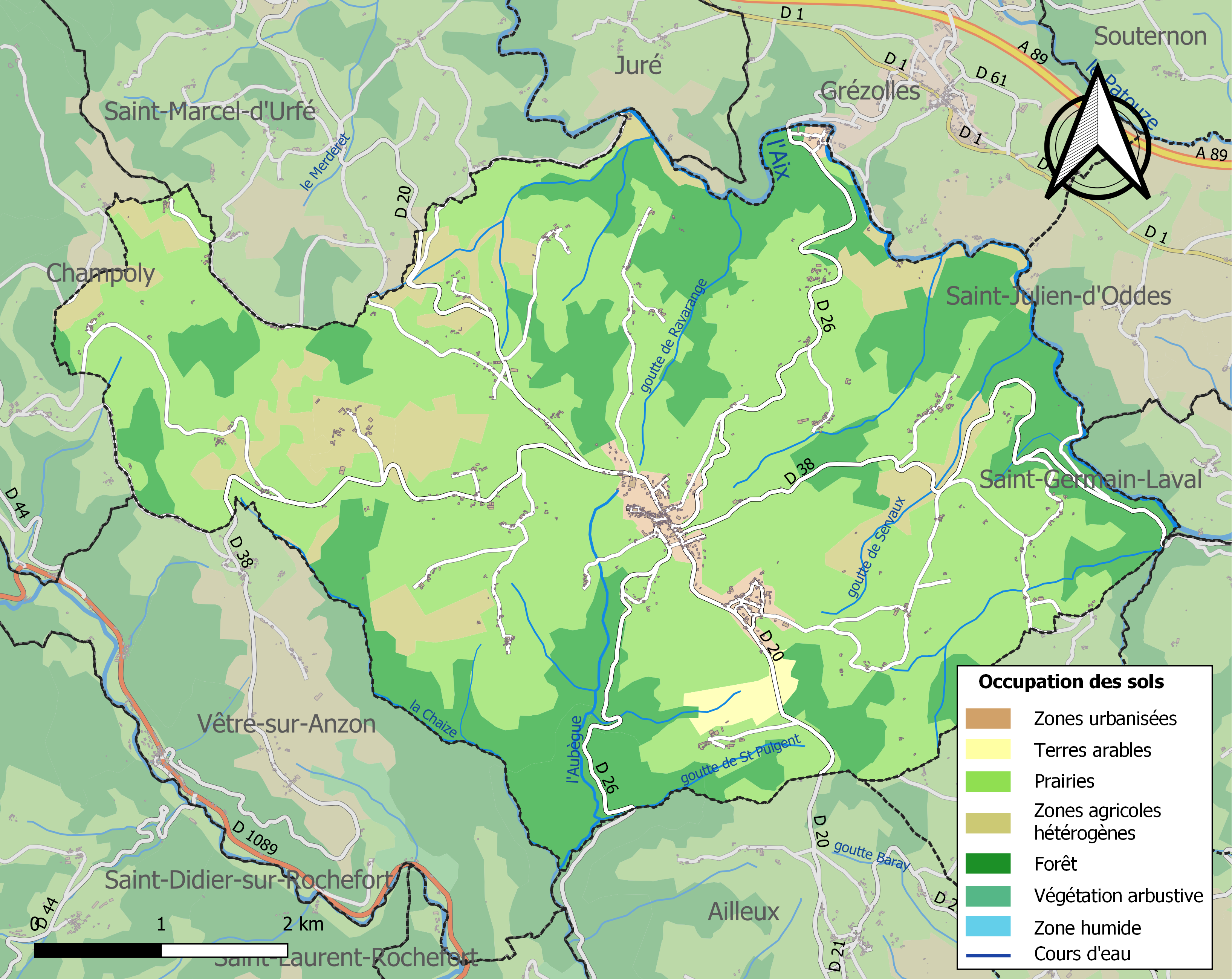
Carte des infrastructures et de l'occupation des sols de la commune en 2018 (CLC).

## Histoire

### Époque romaine[12]
Il existait au lieu-dit « Millantin » sur la commune de Saint-Martin, une agglomération assez importante du nom de « Mediolanum ».
Cette citée est détruite en 262 par les premières invasions barbares.

### Moyen-Âge[12]
Aux environs du Xe siècle, nous retrouvons des paroisses distinctes : Saint-Martin l'Estra :
- L'Estra vient du latin Strata : la grande route (la voie romaine, "Voie Aquitaine" Lyon Clermont-Ferrand, passait sur la commune).
- La Sauveté : situé sur une colline qui domine Saint-Martin ; on dit que le nom de la Sauveté est dû à l'existence dans ce lieu d'un refuge pour les pèlerins et les voyageurs.

Il y a par la suite, la fusion entre les deux paroisses d'où le nom Saint-Martin-la-Sauveté.
la commune de Saint-Martin appartenait à quatre seigneuries :
1. À l'Ouest : Urfé
2. Au Nord-Est : Saint-Marcel d'Urfé
3. À l'Est : Grézolles
4. Au Sud : La Sauveté qui appartenait aux Hospitaliers de l'ordre de Saint-Jean de Jérusalem.

### Les Hospitaliers
La Sauveté fut du Moyen Âge à la Révolution française une seigneurie des Hospitaliers de l'ordre de Saint-Jean de Jérusalem qui dépendait de la commanderie de Verrières au grand prieuré d'Auvergne.
C'est également le cas de « Champuljan », fief dépendant de cette même commanderie qui comprenait le château de Saint-Pulgent, le domaine voisin et celui d'un lieu-dit aujourd'hui disparu du nom de « Montdonduin » ou « Montdondon » qui devait se trouver au Sud de la commune à proximité de Corent.
L'église de la Sauveté qui était une dépendance des Hospitaliers de l'ordre de Saint-Jean de Jérusalem est détruite en 1420. Quant au bourg de Saint-Martin, il ne comprenait au départ que le quartier de l'église (mise au jour de vestiges d'une palissade en bois et d'un fossé : fortifications construites pendant la guerre de Cent Ans).

### La période révolutionnaire au XXe siècle[12]
Deux prêtres réfractaires se cachaient à Saint-Martin :
- L'un Joseph Durand dit "Curé Jacob", originaire de Saint-Martin, qui échappe aux autorités révolutionnaires. Il mourra en 1831.
- Le second, Antoine Janvier, natif de Noirétable et officiant à Saint-Rémy-sur-Durolles, sera capturé au lieu-dit "La Forge" et guillotiné à Feurs.

De 1849 à 1850, la commune se dote des bâtiments communaux actuels : mairie, école et bureau de poste.
De 1853 à 1914, différentes routes qui relient Saint-Martin au communes avoisinantes sont construites.

### Situation économique d'autrefois[12]
La dominante de cette vie économique était essentiellement l'agriculture. Cependant, il est important de noter également l'existence des mines de plomb argentifère.
Les premières mines sont exploitées sous Louis II de Bourbon. Ces mines connaîtront ensuite une extension en 1745 sous la conduite d'Étienne de Blumenstein. Elles sont fermées en 1854.

## Politique et administration
| Période                                  | Période   | Identité     | Étiquette | Qualité |
| ---------------------------------------- | --------- | ------------ | --------- | ------- |
| Les données manquantes sont à compléter. |           |              |           |         |
| mars 1983                                | mars 1995 | H. Vial      |           |         |
| mars 1995                                | juin 2006 | M. Costa     |           |         |
| juin 2006                                | En cours  | Marius Daval |           |         |

### Jumelages
- Agbandè (Togo) depuis 1997.

## Démographie
L'évolution du nombre d'habitants est connue à travers les recensements de la population effectués dans la commune depuis 1793. Pour les communes de moins de 10 000 habitants, une enquête de recensement portant sur toute la population est réalisée tous les cinq ans, les populations de référence des années intermédiaires étant quant à elles estimées par interpolation ou extrapolation. Pour la commune, le premier recensement exhaustif entrant dans le cadre du nouveau dispositif a été réalisé en 2004.

En 2022, la commune comptait 870 habitants, en évolution de −12,39 % par rapport à 2016 (Loire : +1,32 %, France hors Mayotte : +2,11 %).
| 1793  | 1800  | 1806  | 1821  | 1831  | 1836  | 1841  | 1846  | 1851  |
| ----- | ----- | ----- | ----- | ----- | ----- | ----- | ----- | ----- |
| 1 500 | 1 736 | 1 490 | 1 214 | 1 406 | 1 476 | 1 507 | 1 626 | 1 566 |

| 1856  | 1861  | 1866  | 1872  | 1876  | 1881  | 1886  | 1891  | 1896  |
| ----- | ----- | ----- | ----- | ----- | ----- | ----- | ----- | ----- |
| 1 610 | 1 665 | 1 636 | 1 628 | 1 650 | 1 639 | 1 674 | 1 675 | 1 659 |

| 1901  | 1906  | 1911  | 1921  | 1926  | 1931  | 1936  | 1946  | 1954  |
| ----- | ----- | ----- | ----- | ----- | ----- | ----- | ----- | ----- |
| 1 547 | 1 577 | 1 467 | 1 435 | 1 393 | 1 341 | 1 318 | 1 302 | 1 180 |

| 1962  | 1968 | 1975 | 1982 | 1990 | 1999 | 2004 | 2006 | 2009 |
| ----- | ---- | ---- | ---- | ---- | ---- | ---- | ---- | ---- |
| 1 090 | 973  | 912  | 895  | 909  | 898  | 936  | 947  | 976  |

| 2014 | 2019 | 2022 | - | - | - | - | - | - |
| ---- | ---- | ---- | - | - | - | - | - | - |
| 986  | 890  | 870  | - | - | - | - | - | - |

## Lieux et monuments
- L'église Saint-Martin de Saint-Martin-la-Sauveté est construite au XIe siècle. Elle sera agrandie en 1643 puisque lors de la dernière épidémie de peste, les habitants font le vœu d'agrandir leur église si la peste les épargne. Cette église est démolie en 1879 et la première pierre de l'église actuelle est posée le 2 septembre 1879. Sa construction de style néoroman est achevée en 1882, sauf pour la flèche qui sera terminée en 1883. Son intérieur avec ses pierres alternées claires et sombres rappelle la basilique Sainte-Marie-Madeleine de Vézelay.
- La cloche « Anne Marie Sauveterre » de juin 1617 est classée monument historique.
- Le pont Morut du XIVe siècle sur l'ancienne route de Saint - Laval.
- La fontaine dite du père Janvier[Note 2] au village de La Forge.
- La Maison des traditions (musée local).

## Personnalités liées à la commune
- François d'Aix de La Chaise (1624-1709), prêtre jésuite et confesseur du roi Louis XIV, né au château d'Aix (à St-Martin ; cf. Château d'Aix). Il a donné son nom au célèbre cimetière parisien.
- François de Blumenstein[20] (1678-1739), exploitant au nom du roi les mines de plomb argentifère.
- Vincent Durand (1831-1902), archéologue qui fut secrétaire de La Diana (Société historique et archéologique du Forez), y est né.